# Chiesa del Sacro Cuore (Ponte a Egola)
La chiesa del Sacro Cuore si trova a Ponte a Egola, nel comune di San Miniato, in provincia di Pisa, diocesi di San Miniato.

## Storia e descrizione
La chiesa fu costruita nel 1875 per volere del popolo che, fino ad allora, dipendeva da due diverse parrocchie, quelle di Cigoli e di Stibbio. La costruzione del nuovo luogo di culto, oltre a definire l'identità del paese, rappresentò un momento di aggregazione di tutti ceti sociali locali, uniti sul piano ideale e finanziario in un'unica impresa.
All'interno sono contenute stature realizzate dallo scultore sanminiatese Antonio Luigi Gajoni all'inizio del 900, le cui opere sono conservate anche a Parigi, nel museo del Petit Palais.
Il 1996 è stato l'anno di un sensibile restauro che ha toccato la facciata esterna, il campanile, il tetto, tutte le statue e i tondi ad altorilievo in terracotta; inoltre è stata anche realizzata una scultura ex novo per il "Grande Occhio" centrale della facciata che rappresenta "La Madre di Terra".